# Jiřina Jandová
Jiřina Anna Jandová (* 30. září 1988, Praha) je česká zpěvačka a hudební skladatelka.
Od roku 2007 vystupuje jako host na vystoupeních svého otce Dalibora Jandy. Kromě zpěvu hraje na kytaru a piano. V roce 2008 vydala svůj první singl nazvaný Romantic rock (skladby Šílená láska a Tvář). Začátkem roku 2009 vydala své debutové album Tvář.
Začátkem roku 2012 vydala své druhé album s názvem „Narovnaná v zádech“. Album a videoklip singlu Narovnaná v zádech byl pokřtěn 17. dubna 2012 v pražském Cavalli klubu. Album obsahuje devět autorských písní, z nichž jedna je v anglickém znění. Skladatelsky se na něm kromě Jiřiny podíleli také Dalibor Janda a Antonín Gondolán. Autoři textů jsou Jan Krůta, Petr Rada, Petr Šiška, Jana Rybková, Miloš Skalka, Pavel Buňata a Igor Večeř. V první polovině roku 2013 natočila nový videoklip k singlu z druhého alba „MLHA ZA DUHOU“. Singl a videoklip byl pokřtěn 6. 6. 2013 v pražském Coco cafe baru.